# Högalidsspången

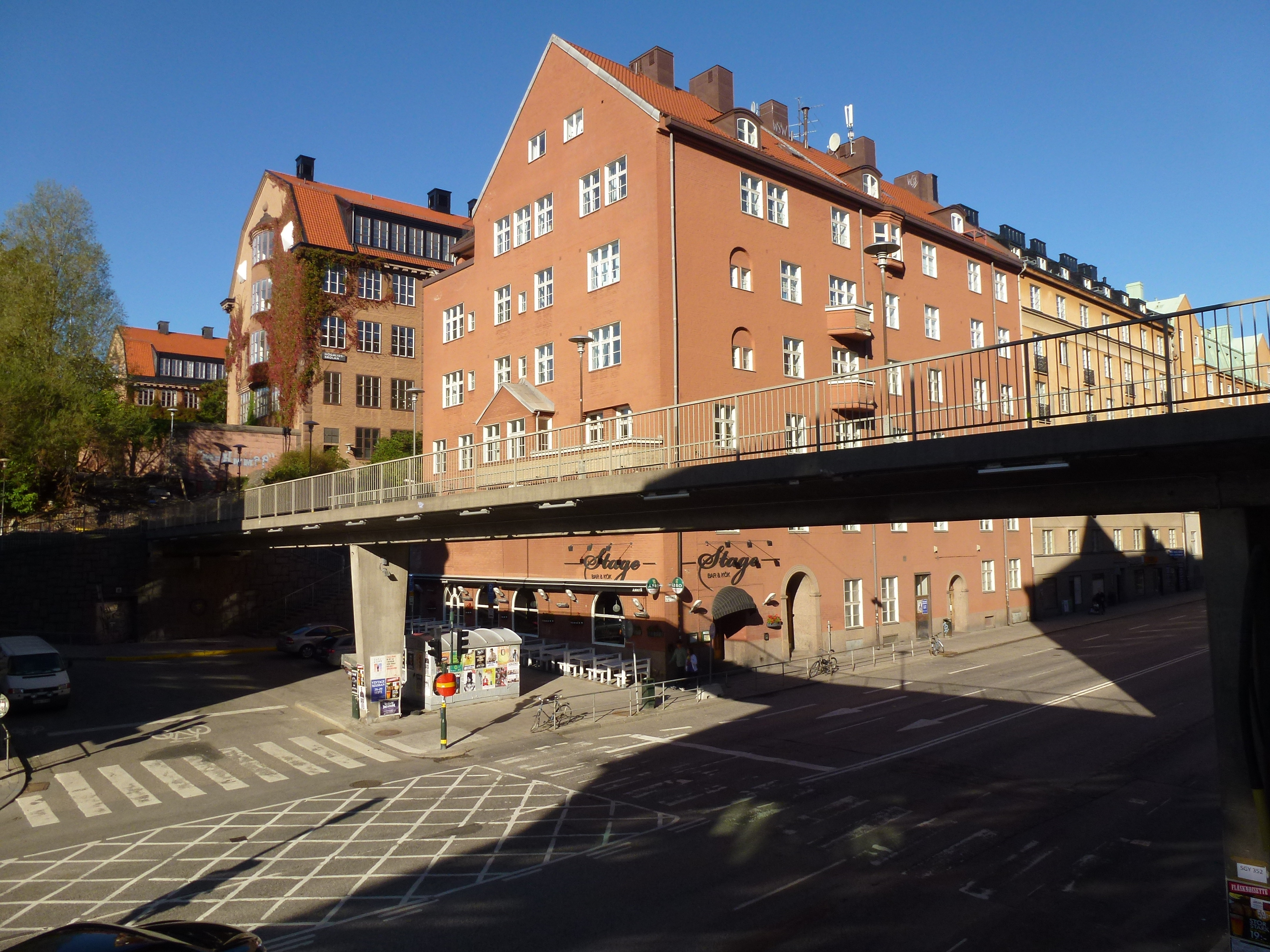
Högalidsspången över Långholmsgatan.

Högalidsspången är en gång- och cykelbro på västra Södermalm, Stockholm. 
Högalidsspången förbinder Högalidsparken i öst med Bergsundsområdet i väst och passerar Borgargatan och Långholmsgatan. Vid Långholmsgatan leder trappor ner till gatan. Bron är en betongkonstruktion som uppfördes 1972, då den också fick sitt namn.